# Yakup Kadri Karaosmanoğlu
Yakup Kadri Karaosmanoğlu (Il Cairo, 27 marzo 1889 – Ankara, 13 dicembre 1974) è stato uno scrittore, giornalista e diplomatico turco.
È considerato uno dei più grandi romanzieri turchi del Novecento. Tra le sue opere si ricordano soprattutto Terra matrigna (Yaban) e Nur Baba.

## Biografia
Nacque al Cairo nel 1889 da Abdülkadir Bey e da İkbal Hanım, ma crebbe e studiò a Manisa (in Turchia), dove rimase sino al 1903, quando si trasferì a Smirne.
Diventato giornalista, si dedicò allo studio dell'antica tradizione turca e alla letteratura.
Mosso da un sincero sentimento patriottico, dal 1923 in poi scrisse articoli a favore della Repubblica incitando spesso i lettori alla rivolta in nome della democrazia.
Viaggiò molto per l'Europa e per l'Iran, fu a Praga, Berna, Tirana e in Germania. Di ritorno da un suo viaggio, morì ad Ankara nel 1974.

## Opere

### Terra matrigna (Yaban)
Terra matrigna narra del ritorno dello scrittore al suo paese natale.
L'autore racconta di un ufficiale impegnato nella guerra e della disillusione provata di fronte all'atteggiamento ostile degli abitanti del villaggio. Essi sono lontani dalla causa e dagli ideali per i quali ha combattuto: sono legati alla tradizione del vecchio Impero ottomano, mentre lui sogna una Turchia indipendente e repubblicana.

### Nur Baba
Nur Baba è ambientato ad Istanbul e tratta l'amore torbido e rovinoso di Nighiar Hanim, ricca donna borghese, per Nur Baba, il protagonista, maestro di un convento bektashi.
La confraternita di cui fa parte Nur Baba ha perso la propria connotazione religiosa e si è ridotta a un circolo di orge e di sfrenati simposi.
Nighiar per amore abbandona il marito e i figli, attratta dall'eros e dalla sensualità del protagonista, ma Nur Baba, logorato da anni di bevute senza soluzione di continuità, s'invaghisce di una ragazza più giovane. Non essendo più la preferita di Nur Baba, Nighiar cambia e nella parte finale del romanzo l'autore tratta con grande delicatezza il suo sconquassato mondo interiore e la nascita di un suo mondo ideale.
È evidente in questo romanzo l'influenza della Letteratura occidentale e, in special modo, di quella francese. Infatti la protagonista ricorda il personaggio di Madame Bovary, creato dal grande Flaubert, padre del Realismo.

### Ankara
Il romanzo racconta la storia della giovane donna borghese Selma a partire dal suo trasferimento da Istanbul ad Ankara. Il libro è diviso in tre capitoli, corrispondenti alle tre diverse fasi della vita di Selma, ogni fase caratterizzata dal rapporto con un diverso marito.
Nel primo capitolo Selma Hanım si trasferisce al seguito del primo marito Nazif, direttore di banca, nel turbolento momento di passaggio dalla fine dell'Impero Ottomano al consolidamento della nazione turca. La città di Ankara le si mostra subito ostile nella sua incuria, miseria e nei costumi arretrati degli abitanti. Attraverso le conoscenze di Nazif, Selma conosce Hakkı Bey, maggiore dell'esercito rivoluzionario, e con lui viene a contatto con gli ideali della lotta di liberazione e della rivoluzione turca. Con il sorgere delle difficoltà del giovane governo, Selma sposa la causa rivoluzionaria fino all'estrema decisione di non fuggire da Ankara mentre essa è minacciata dall'avanzata delle forze greche. In questi momenti Selma si offre di lavorare come infermiera e comincia ad invaghirsi del coraggio e della fermezza del maggiore Hakkı Bey.
Nel secondo capitolo Selma si è sposata con Hakkı Bey. La guerra è finita ed essi come altre famiglie altolocate vivono nel lusso di una nascente borghesia cittadina costituita da arrivisti e uomini di governo. Una classe che appare molto distante e indifferente dalla miseria del resto dei cittadini di Ankara. Hakkı non è più il vigoroso soldato che l'ha fatta innamorare e la loro vita scorre fra frivolezze e mondanità, mentre il loro affetto perde l'intimità delle origini. Selma comincia a cogliere l'ipocrisia di questo mondo falso, mera copia dei costumi occidentali, anche grazie a Neşet Sabit, intellettuale che vive a metà fra la comune miseria e gli inviti nei palazzi dei borghesi.
L'ultimo capitolo è ambientato in un futuro prossimo, Selma ha quarant'anni ed è adesso sposata con Neşet Sabit. Il marito è diventato uno scrittore di successo al servizio della causa nazionale e lei lavora come insegnante; intanto partecipano entrambi al progresso culturale della Turchia attraverso le numerose associazione a per il progresso. Nonostante l'età che avanza la coppia vive felicemente il loro affetto. Intanto vengono descritte le sfide contro la miseria, l'ignoranza e l'individualismo che l'autore immagina vinte dalle politiche sociali e dagli sforzi dei cittadini turchi.